# Episodi di Seversin
La prima stagione del serial televisivo romantico turco Seversin, composta da 20 puntate da 120 minuti circa, è andata in onda in Turchia su Kanal D dal 1º giugno al 10 ottobre 2022.
| n° | Titolo originale     | Prima TV Turchia  | Prima TV Italia |
| -- | -------------------- | ----------------- | --------------- |
| 1  | Kara Kan             | 1º giugno 2022    | inedita         |
| 2  | Kader Örmüş Ağlarını | 8 giugno 2022     | inedita         |
| 3  | Aşk Kıskacı          | 15 giugno 2022    | inedita         |
| 4  | Aşk Çıkmazı          | 22 giugno 2022    | inedita         |
| 5  | Aşk Sürprizi         | 29 giugno 2022    | inedita         |
| 6  | Aşk Sarhoşu          | 6 luglio 2022     | inedita         |
| 7  | Aşk Pastası          | 13 luglio 2022    | inedita         |
| 8  | Aşk Manyağı          | 20 luglio 2022    | inedita         |
| 9  | Aşk Savaşı           | 27 luglio 2022    | inedita         |
| 10 | Aşk Ustası           | 3 agosto 2022     | inedita         |
| 11 | Aşk Rüzgarı          | 10 agosto 2022    | inedita         |
| 12 | Aşk Sarmalı          | 17 agosto 2022    | inedita         |
| 13 | Aşk Öpücüğü          | 24 agosto 2022    | inedita         |
| 14 | Aşk Yağmuru          | 31 agosto 2022    | inedita         |
| 15 | Aşk Yasağı           | 7 settembre 2022  | inedita         |
| 16 | Aşk Tuzağı           | 14 settembre 2022 | inedita         |
| 17 | Aşk Yarası           | 19 settembre 2022 | inedita         |
| 18 | Aşk Anısı            | 26 settembre 2022 | inedita         |
| 19 | Aşk İsyanı           | 3 ottobre 2022    | inedita         |
| 20 | Aşk Arası            | 10 ottobre 2022   | inedita         |